# 金钱槭
金钱槭（学名：Dipteronia sinensis）别名双轮果（甘肃），是无患子科金钱槭属的植物，是中国的特有植物。其种加词“sinensis”意为“中华的”。翅果圆形，熟时金黄色，酷似铜钱而得名。落叶小乔木。高5～15米。

## 形态
落叶乔木，高达15米。叶子对生，为奇数羽状复叶；初夏开白色花，雌雄同株，圆锥花序；果实分为两个小坚果，各于周围有广翅，外形如钱。

## 分布
分布于中国大陆的陕西、贵州、湖北、四川、甘肃、河南等地，生长于海拔1,000米至2,000米的地区，常生长在林边以及疏林中，目前尚未由人工引种栽培。

## 异名
- Dipteronia sinensis Oliv. var. taipaiensis Fang et Fang f.